# エドロホニウム
エドロホニウム（Edrophonium）は、速効性の可逆性コリンエステラーゼ阻害剤の一つである。主に神経筋接合部でアセチルコリンエステラーゼ（AChE）を競合的に阻害し、神経伝達物質のアセチルコリンの分解を防ぐ。商品名テンシロン、またはアンチレクス。
エドロホニウム塩化物は、アンチレクス静注10mgという名称で1960年に杏林製薬から販売されている。

## 効能・効果
重症筋無力症（Myasthenia Gravis）をコリン作動性クリーゼやランバート・イートン症候群から鑑別診断するために投与される。エドロホニウム・テスト（テンシロン・テスト）は、エドロホニウムを静注してその直後に一時的に筋力が増強するか否かを調べる検査である。このテストで患者が筋力増強を自覚した場合は、重症筋無力症である可能性が高い。
- 重症筋無力症は、神経筋接合部において、骨格筋のニコチン性アセチルコリン受容体に自己抗体（抗アセチルコリン受容体抗体）が結合して、受容体が阻害または分解される事でアセチルコリンによる神経筋伝達が阻害されるために、筋肉の収縮力が低下する自己免疫疾患である。この場合、エドロホニウムを投与するとシナプス間隙のアセチルコリン濃度が上昇するので、患者は筋力増強を自覚する。
- コリン作動性クリーゼの場合は、患者の体内には神経筋刺激が過剰となっており、エドロホニウム投与で筋脱力感は増強される。
- ランバート・イートン症候群（LEMS）は重症筋無力症に類似の自己免疫疾患である。しかし、LEMSにおいてはP/Q-型カルシウムチャネルに対する自己抗体が生じており、神経細胞へのカルシウム流入量が不足し、神経はその末端でアセチルコリン顆粒を充分に放出することができない。そのため、エドロホニウムを投与しても筋力は増強されない。

エドロホニウムはアセチルコリンエステラーゼ阻害剤であるので、シナプス間隙でのアセチルコリン存在時間を延長させる。ピリドスチグミンやネオスチグミンはAChEの活性中心に結合するが、エドロホニウムはアロステリック部位である103位のセリンに結合して阻害効果を発揮する。
そのほか、筋弛緩剤投与後の遷延性呼吸抑制の作用機序の鑑別診断の適応を持つ。
また術後の再クラーレ化（筋弛緩薬の作用再発現）時にも使用される。

## 副作用
重大な副作用として記載されているものは痙攣と呼吸中枢麻痺である。そのほか、唾液分泌増加、下痢、失神などが起こることがある。

## 薬物動態
エドロホニウムの作用持続時間は短く、10〜30分である。
血中濃度の減少は2相性を示し、第1相の半減期は8.3分である。

## 製法
3-ジメチルアミノフェノールとブロモエタンからエドロホニウム臭化物を合成し、塩化銀で臭素を塩素に置き換えることで合成できる。